# KUD
KUD je pokrata za Kulturno–umjetničko društvo, udrugu građana za kulturnu i umjetničku, najčešće folklornu, djelovatnost.
U Hrvatskoj je 2021. djelovalo 639 KUD-ova.